# Vida indigna de la vida

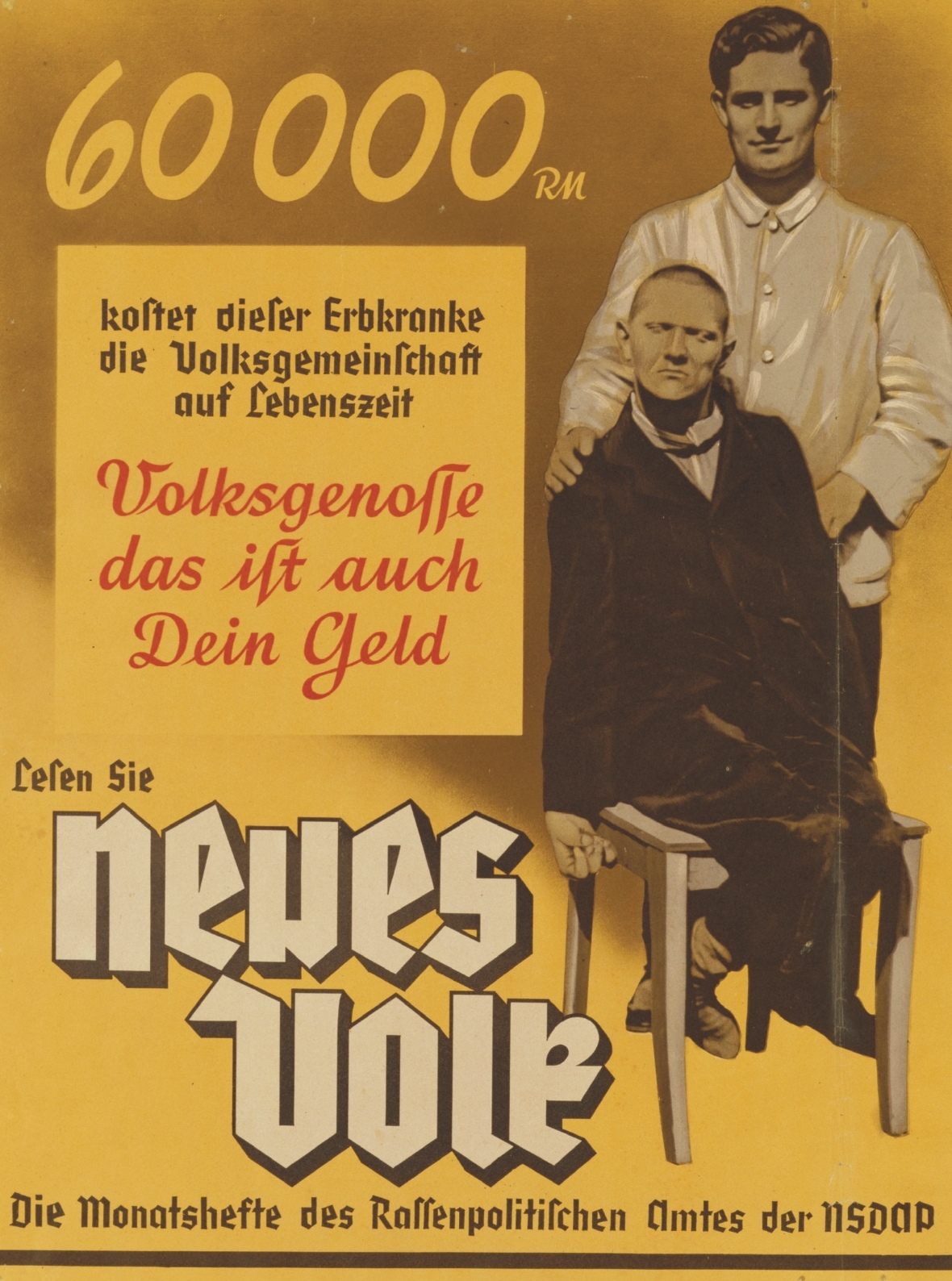
Cartel de 1937 de la revista mensual Neues Volk de la Oficina de Políticas Raciales del NSDAP que insta a apoyar la eugenesia nazi para controlar el gasto público que conlleva mantener con vida a las persona discapacitadas. En él se dice: "Esta persona que padece una enfermedad hereditaria le cuesta a la comunidad nacional 60.000 Reichsmarks de por vida. Camarada, ese es tu dinero también".

La expresión «vida indigna de la vida» (en alemán: Lebensunwertes Leben) fue un término utilizados por los nazis para identificar a segmentos de la población que, según el régimen nazi, no tenían derecho a vivir. Esas personas fueron asesinadas sistemáticamente por el estado bajo el pretexto de «eutanasia», generalmente a través de la compulsión o el engaño de sus cuidadores.
El término incluía a personas con problemas médicos graves y personas consideradas muy inferiores según la política racial de la Alemania Nazi. Este concepto formó un componente importante de la ideología del nazismo y en algún momento ayudó a conducir al Holocausto. Es similar pero más restrictivo que el concepto de «Untermensch», subhumanos, ya que no todos los «subhumanos» eran considerados indignos de la vida (los eslavos, por ejemplo, se consideraban útiles para el trabajo esclavo).
El programa de «eutanasia» tuvo el nombre de Aktion T4 y se adoptó oficialmente en 1939, producido por decisión personal de Adolf Hitler. Aunque el programa terminó oficialmente en 1941 en respuesta a protestas públicas, se continuó de forma extraoficial y más discreta, y creció en extensión y alcance con la Aktion 14f13, que llevó su uso a los reclusos de los campos de concentración. El exterminio de ciertos grupos culturales y religiosos y de personas con discapacidades físicas y mentales se continuó de esta manera hasta el final de la Segunda Guerra Mundial. Los métodos utilizados inicialmente en los hospitales alemanes, como las inyecciones letales y el envenenamiento por gas embotellado, se ampliaron para formar la base para la creación de campos de exterminio donde las cámaras de gas se construyeron desde cero para llevar a cabo el exterminio de judíos, gitanos, comunistas, anarquistas y disidentes políticos.
Los historiadores estiman que entre 200.000 y 300.000 personas fueron víctimas de este programa tanto en Alemania como en la Europa ocupada.

## Historia
La expresión apareció por primera vez impresa en el título de un libro de 1920, Die Freigabe der Vernichtung Lebensunwerten Lebens (Permitir la destrucción de una vida indigna de la vida) por dos profesores, el jurista Karl Binding (jubilado de la Universidad de Leipzig) y el psiquiatra Alfred Hoche, de la Universidad de Friburgo. Según Hoche, algunas personas vivas que tenían daño cerebral, discapacidades intelectuales, autistas (aunque no reconocidas como tales en ese momento) y enfermedades psiquiátricas estaban «mentalmente muertas», eran un «lastre humano» y «caparazones vacíos de seres humanos». Hoche creía que matar a esas personas era útil. Algunas personas simplemente se consideraron desechables. Más tarde, el exterminio se extendió a personas consideradas «racialmente impuras» o «racialmente inferiores» según el pensamiento nazi.
El concepto culminó en los campos de exterminio nazis, instituidos para matar sistemáticamente a quienes no eran dignos de vivir según los ideólogos nazis. También justificó varios programas de experimentación humana y eugenesia, así como las políticas raciales nazis.

## Desarrollo del concepto
De acuerdo con el autor de Medical Killing and the Psychology of Genocide (Asesinato médico y la psicología del genocidio), el psiquiatra Robert Jay Lifton, la política sufrió con los años una serie de revisiones y modificaciones:

De los cinco pasos identificables según los cuales los nazis desarrollaron el principio de «vida indigna de ser vivida», la esterilización coactiva fue el primero. Siguieron el asesinato de niños «discapacitados» en los hospitales y luego también el de adultos «discapacitados», en su mayor parte procedentes de manicomios, en centros equipados con dispositivos de monóxido de carbono. Este proyecto se extendió (en los mismos centros) a internos «discapacitados» de campos de concentración y exterminio, para finalmente convertirse en asesinatos en masa perpetrados dentro de los propios campos.